# Галлей (антарктична станція)
Галлей (англ. Halley Research Station) — британська науково-дослідна станція в Антарктиці, заснована у 1956 році. Розташована за шельфовому льодовику Бранта в морі Ведделла. Населення становить 70 осіб влітку, 16 — взимку. Є першою у світі рухомою полярною станцією. Як і німецька станція «Ноймайер», вона розташована на льодовику, який постійно дрейфує.
«Галлей» є британським науковим центром з вивчення атмосфери Землі. У 1985 році дослідниками станції виявлено велику озонову діру над Антарктидою.
З часу заснування «Галлей» був представлений шістьма базами, при будівництві яких щоразу враховувалися методи їх вдосконалення.
Станція носить ім'я англійського астронома та геофізика Едмонда Галлея.

## Бази «Галлей»
- Галлей I (1956—1968) — дерев'яна будівля
- Галлей II (1967—1973) — комплекс дерев'яних будівель
- Галлей III (1973—1983) — велика сталева камера
- Галлей IV (1983—1994) — двоповерхові будинки, прикриті фанерними камерами
- Галлей V (1989—2012) — модульні будівлі на металевих майданчиках та лижах
- Галлей VI (з 2013) — 8 модульних будівель на гідравлічних підйомниках та лижах